# Coupe de France 1984/85
Der Wettbewerb um die Coupe de France in der Saison 1984/85 war die 68. Ausspielung des französischen Fußballpokals für Männermannschaften. In diesem Jahr meldeten 3.983 Vereine, darunter auch solche aus den überseeischen Besitzungen Frankreichs.
Titelverteidiger war der FC Metz, der in diesem Jahr bereits im Sechzehntelfinale ausschied.
Gewinner der Trophäe wurde die Association Sportive de Monaco. Dies war ihr vierter Pokalsieg bei der sechsten Finalteilnahme seit 1960; die ASM hatte auch im Vorjahr das Endspiel erreicht. Ihr Gegner Paris Saint-Germain FC stand zum dritten Mal nach 1982 und 1983 in einem Finale und verlor erstmals ein solches.
Für unterklassige Mannschaften gab es bei dieser Austragung wenig zu holen. Von den Amateurteams überstanden lediglich drei Drittligisten sowie mit der AS Mantes eine fünftklassige Elf das Zweiunddreißigstelfinale. In der folgenden Runde setzte sich aber keiner von ihnen durch. Aus der zweiten Division stammten immerhin noch fünf der 16 Teams im Achtelfinale, von denen die AS Saint-Étienne sogar den Einzug ins Viertelfinale schaffte. Aber nachdem die „Grünen“ – „les verts“ ist die geläufigste Bezeichnung für diesen Klub – bis dahin auch schon zwei Erstligisten aus dem Rennen geworfen hatten (FC Tours und RC Lens), endete dort der Erfolgsweg der Mannschaft, die den französischen Fußball rund anderthalb Jahrzehnte lang dominiert hatte.
Nach den von den regionalen Untergliederungen des Landesverbands FFF organisierten Qualifikationsrunden griffen ab der Runde der letzten 64 Mannschaften auch die 20 Angehörigen der Division 1 in den Wettbewerb ein. Die Paarungen wurden für jede Runde frei ausgelost und fanden im Zweiunddreißigstelfinale auf neutralem Platz statt; bei unentschiedenem Spielstand nach Verlängerung kam es zu einem Elfmeterschießen. Vom Sechzehntel- bis zum Halbfinale wurden Hin- und Rückspiele ausgetragen. Hatten dabei beide Mannschaften eine gleich hohe Zahl von Treffern erzielt, gewann diejenige, die auf dem Platz des Gegners mehr Tore geschossen hatte. Stand es auch hierbei gleich, wurde zunächst das Rückspiel verlängert und anschließend – sofern erforderlich – ein Elfmeterschießen durchgeführt.

## Zweiunddreißigstelfinale
Spiele am 8. bis 10. Februar 1985. Die Vereine der beiden professionellen Ligen sind mit D1 bzw. D2 bezeichnet, diejenigen der landesweiten Amateurspielklassen mit D3 und D4, die höchsten regionalen Amateurligen als DH bzw. PH („Division d’Honneur“ bzw. „Promotion d’Honneur“).
| - OGC Nizza D2 – Sporting Toulon D1 2:0 - Stade Français 92 D2 – AS Plouhinec DH 2:1 - FC Valence D2 – AS Beauvais D3 2:1 - FC Toulouse D1 – US Orléans D2 1:0 - CS Sedan D2 – ES La Rochelle D3 1:0 - FC Rouen D1 – SM Caen D2 2:1 - FC Pau D3 – Stade Quimper D2 1:0 - Racing Paris D1 – ES Viry-Châtillon D3 1:0 n. V. - Olympique Nîmes D2 – FC Villefranche D3 3:1 - FC Nantes D1 – Chamois Niort D3 4:1 n. V. - FC Mulhouse D2 – US Moissy-Cramayel PH 3:0 - AS Monaco D1 – SC Amiens D2 2:1 - RC Lens D1 – AS Brest D3 2:0 - SEC Bastia D1 – RC Strasbourg D1 4:1 n. V. - AS Nancy D1 – FC Annecy D3 2:0 - OSC Lille D1 – Stade Laval D1 4:0 | - Girondins Bordeaux D1 – CS Cheminots Thouars D4 6:1 - Le Havre AC D2 – AS Libourne D2 4:1 - FC Clermont D3 – Gazélec FCO Ajaccio D3 2:2 n. V. (5:4 i. E.) - Stade Rennes D2 – AEPB La Roche-sur-Yon D2 2:0 - RCFC Besançon D2 – FC Cronenbourg D4 1:0 - FC Sochaux D1 – FC Martigues D2 3:2 n. V. - FC Sète D2 – AS Corbeil-Essonnes D3 1:0 - AS Saint-Étienne D2 – FC Tours D1 1:0 - US Maubeuge D3 – SA Épinal D3 4:1 n. V. - Brest Armorique FC D1 – Olympique Lyon D2 3:1 - FC Metz D1 – AJ Auxerre D1 0:0 n. V. (4:3 i. E.) - AS Cannes D2 – FC Antibes-Juan les Pins D3 3:2 n. V. - Paris Saint-Germain D1 – Montpellier La Paillade SC D2 0:0 n. V. (8:7 i. E.) - Olympique Marseille D1 – US Senlis D4 1:1 n. V. (4:1 i. E.) - AS Mantes DH – SO du Maine D3 2:1 n. V. - AS Red Star D2 – Stade Compiègne D3 1:1 n. V. (7:6 i. E.) |

## Sechzehntelfinale
Hinspiele am 8./9., Rückspiele zwischen 11. und 13. März 1985
| - OGC Nizza D2 – AS Saint-Étienne D2 1:2, 1:4 - FC Valence D2 – Olympique Marseille D1 1:0, 1:2 - Racing Paris D1 – AS Red Star D2 3:0, 1:1 - Olympique Nîmes D2 – AS Cannes D2 3:1, 0:1 - Girondins Bordeaux D1 – OSC Lille D1 3:1, 1:5 n. V. - Le Havre AC D2 – Paris Saint-Germain D1 2:2, 1:2 - FC Mulhouse D2 – Brest Armorique FC D1 3:0, 0:2 - RC Lens D1 – Stade Français 92 D2 4:0, 0:0 | - FC Pau D3 – AS Nancy D1 0:1, 0:3 - FC Clermont D3 – FC Toulouse D1 1:2, 1:3 - Stade Rennes D2 – FC Rouen D1 0:0, 0:2 - RCFC Besançon D2 – AS Monaco D1 0:0, 0:5 - FC Nantes D1 – FC Sète D2 6:0, 2:1 - US Maubeuge D3 – CS Sedan D2 1:3, 1:1 - FC Metz D1 – SEC Bastia D1 3:1, 0:2 - AS Mantes DH – FC Sochaux D1 0:3, 1:8 |

## Achtelfinale
Hinspiele am 9., Rückspiele am 16. April 1985
| - Racing Paris D1 – FC Mulhouse D2 2:1, 2:1 - OSC Lille D1 – FC Rouen D1 2:1, 0:0 - RC Lens D1 – AS Saint-Étienne D2 1:1, 1:2 - AS Nancy D1 – Paris Saint-Germain D1 2:1, 0:4 | - FC Toulouse D1 – FC Valence D2 7:0, 3:0 - FC Nantes D1 – Olympique Nîmes D2 1:1, 2:1 - CS Sedan D2 – AS Monaco D1 0:3, 0:1 - SEC Bastia D1 – FC Sochaux D1 0:2, 1:5 |

## Viertelfinale
Hinspiele am 10./11., Rückspiele am 17. bzw. 21. Mai 1985
| - AS Saint-Étienne D2 – OSC Lille D1 1:0, 0:2 - Paris Saint-Germain D1 – FC Nantes D1 1:0, 1:0 | - FC Toulouse D1 – FC Sochaux D1 2:0, 3:3 - AS Monaco D1 – Racing Paris D1 3:0, 3:0 |

## Halbfinale
Hinspiele am 31. Mai bzw. 1. Juni, Rückspiele am 4. Juni 1985
| - FC Toulouse D1 – Paris Saint-Germain D1 2:0, 0:2 n. V. (3:5 i. E.) | - AS Monaco D1 – OSC Lille D1 2:0, 0:1 |

## Finale
Spiel am 8. Juni 1985 im Pariser Prinzenparkstadion vor 45.711 Zuschauern
- AS Monaco – Paris Saint-Germain 1:0 (1:0)

### Mannschaftsaufstellungen
AS Monaco: Jean-Luc Ettori  – Abdallah Liégeon, Nenad Stojković, Juan Simón, Manuel Amoros – Dominique Bijotat, Daniel Bravo, Bernard Genghini – Philippe Tibeuf, Philippe Anziani, Bruno Bellone
Trainer: Lucien Muller
Paris SG: Jean-Michel Moutier – Jean-Claude Lemoult, Thierry Bacconnier, Thierry Morin, Philippe Jeannol – Jean-François Charbonnier, Nabatingue Toko, Luis Fernández  – Dominique Rocheteau, Safet Sušić, Gérard Lanthier (Patrice Segura, 70.)
Trainer: Christian Coste
Schiedsrichter: Gérard Biguet (Jarny)

### Tore
1:0 Genghini (14.)

### Besondere Vorkommnisse
Schiedsrichter Biguet sollte 1990 noch ein weiteres Mal mit der Leitung eines Endspiels um die Coupe de France betraut werden.